# 고유전학
고유전학(古遺傳學, Paleogenetics)은 고대 유물 속에 보존된 유기체의 게놈을 조사하고 이를 통해 과거를 연구하는 분야이다. 에밀 즈커캔들(Emile Zuckerkandl)과 물리화학자 라이너스 폴링은 1963년 폴리펩티드의 서열 재구성을 통한 시험과 관련하여 고유전학이라는 용어를 처음 소개했다. 알란 윌슨(Allan Wilson)은 1984년 박물관으로부터 입수한 멸종 된 콰가의 표본에서 첫 번째 DNA 서열을 발표했다.
고유전학은 살아있는 유기체를 직접 연구하는 것은 아니다. 고대 DNA에서 발견된 여러 조각들을 이용해 다양한 분석을 통해 연구해 나간다. 유기체의 유전학은 "멸종 되버린 종과 진화적 흐름을 직접적으로 보여주는 증인"이라 할 수 있다.

## 응용 분야

### 진화
단백질 폴리펩티드 서열 속에서 종종 다른 종과 유사한 서열이 발견된다. 이 유사성은 DNA 유사성과 직접적으로 관련되어있다. 이것이 우연의 일치이거나 자연 선택에 의한 수렴이라고 하기에는 너무 긴 일관성으로 보여주므로, 이러한 유사성은 공통 유전자를 가진 공통 조상의 존재를 자연스럽게 추측할 수 있게 해준다. 이를 통해 폴리펩티드 서열은 다른 종들과 비교를 가능하게 하며, 두 개의 유전적 서열의 차이는 공통 조상이 존재했던 시간들을 어느정도 오차 범위내에서 결정할 수 있도록 해준다.

#### 인간의 진화
네안데르탈인 여성의 허벅지 뼈를 사용하여, 네안데르탈인 게놈의 63%가 밝혀졌고 37억 개의 DNA 염기가 해독되었다. 호모네안데르탈레닌시스는 3만년 전에 사라질 때까지 호모사피엔스의 가장 가까운 친척이었다. 네안데르탈인 게놈은 해부학적으로 현대 인간이 가지는 변이의 범위 안에 있는 것으로 나타났으나 그 변이 범위 중에서는 가장자리에 있다. 고유전학 분석에 따르면 네안데르탈인이 호모사피엔스 보다 침팬지와 더 많은 DNA를 공유했다. 또한 네안데르탈인은 현대 인류보다 유전적 다양성이 적다. 이는 호모네안데르탈렌시스가 비교적 소수로 구성된 그룹에서 자라 났음을 나타낸다. 호모사피엔스의 DNA 염기서열은 약 13만 ~ 25만년 전에 아프리카에서 처음 나타났다.
고유전학은 호미니드 진화와 분포에 대해 많은 가능성을 열어 준다. 호미니드 유적의 게놈을 분석함으로써, 그들의 혈통이 어디서 왔는지, 또 어느 공통 조상과 공유하는지 알아 낼 수 있다. 시베리아에서 발견된 인류종 중 하나인 데니소바인은 네안데르탈인과 호모사피엔스에서는 발견되지 않은 유전자가 포함된 것처럼 보여, 새로운 계통이나 인류의 종으로 보게 될 수도 있다.

### 문화의 진화
DNA를 통해 과거 사람들의 삶도 엿볼 수 있다. 네안데르탈인의 DNA는 작은 임시 공동체에서 살았다는 것을 보여준다. 또 네안데르탈인은 젖당을 잘 소화시키지 못한다. 이처럼 DNA 분석을 통해 그들의 삶의 제한과 변이가 어떻게 일어났는지를 알아낼 수 있다.

## 고고학

### 고대 질병
DNA를 연구를 통해 인류의 질병과 의학적 역사를 관찰 할 수 있다. DNA를 추적하면서 우리는 특정 질병이 언제 인간에게 감염되기 시작했는지를 알 수 있다.

#### 외치
라임병의 가장 오래된 사례는 아이스맨이라 불리는 외치라는 남자의 게놈에서 발견되었다. 외치는 기원전 3,300년경에 사망했으며, 1990년 동부 알프스에서 그 유해가 발견되었다. 그의 유전자는 발견된 후 20년까지 이루어지지 못했다. 라임병을 일으키는 세균인 보렐리아 부르그도르페리(Borrelia burgdorferi)의 세균의 유전 물이 외치의 유전 물질에서 발견되었다.

### 동물의 가축화
고유전학은 인간뿐만 아니라, 인간이 다른 생물에게 어떤 영향을 미쳤는지도 알 수 있다. 소처럼 가축화된 종의 유전학적 흐름과 야생 소들의 고고학적 기록을 대조 분석함으로써, 가축화 정도를 알아 낼 수 있다. 이는 인간이 소들을 어떻게 가축화했는지 문화적 행동에 대해서도 많은 것을 알 수 있다. 이처럼 가축화된 동물의 유전학은 기존의 생물학적 유물에서는 볼 수 없는 행동, 발달, 성숙 등과 같은 단서를 알 수 있게 해준다. 유전자의 다양성을 통해 해당 종들이 어디에서 길들여 졌는지, 그리고 다른 지역으로 어떻게 이주했는지를 알 수 있다.

## 도전 과제
고대 유물의 DNA는 보통 살아있는 유기체보다 훨씬 작은 부분만을 포함한다. 이는 살아있는 조직에서 수리를 담당하는 효소가 기능을 멈추면 죽은 조직의 DNA가 분해되기 때문이다. DNA 보존은 온도, 습도, 산소, 햇빛을 포함한 여러 환경적 특성에 따라 달라진다. 고온다습 지역의 유적은 대체로 수십만 년 동안 열과 산소가 잘 차단된 영구동토나 동굴의 DNA보다 손상이 심하다. 또한 고대 유적의 DNA는 발굴 후에 훨씬 빨리 분해되며 발굴 직후의 뼈는 살아있는 유전 물질을 포함 할 확률이 훨씬 높다. 발굴 후, 뼈를 살균되지 않은 도구로 다루거나 직접 피부로 만지면 현대의 DNA로 오염 될 수 있다. 이는 잘못된 분석 결과를 초래할 수 있다.

## 같이 보기
- 고고학
- 고생물학
- 고대 DNA
- 고고유전학